# 申雅嵐
申 雅嵐（シン・アラム、英語: Shin A-lam、朝鮮語: 신아람。1986年9月23日 - ）は、韓国の忠清南道錦山郡出身の女子フェンシング選手。種目はエペ。

## 経歴
2005年、錦山女子高等学校、2009年、韓国体育大学校を卒業。2010年にフェンシング世界選手権（ フランス・パリ）で韓国チームを銅メダルに導いた。
申はこれまで世界大会ではユニバーシアードでの金メダル（2013年 ロシア・カザン、エペ個人）を初めとして、銀メダル3個、銅メダル3個を獲得している。

## ロンドンオリンピックでの誤審
申は2012年に イギリス・ロンドンで開催されたロンドンオリンピックではエペで個人・団体ともエントリーしていた。
7月30日のエペ個人・準決勝で申はブリッタ・ハイデマン（ ドイツ）と対戦した。5-5の同点で迎えた残り1秒、ハイデマンと打ち合いになったが僅かな隙を突いてハイデマンが得点を挙げた。この結果、申は5-6でハイデマンに敗れた。
ところが、この「残り1秒」を巡って申並びに韓国チームのコーチが猛抗議した。コーチは「残り1秒の時間が長かった。タイムの進め方に問題があった」と審判団に詰め寄った。一方で申も「試合終了時間は過ぎていた」と判定に不服を持ち、涙を浮かべながらピスト（競技台）の上に1時間以上座り込んだが判定は覆らず、結局申は決勝進出を逃した。そして、申は3位決定戦でも孫玉潔（ 中国）に11-15で敗れメダル獲得はらなかった。
その後、国際フェンシング連盟は7月31日に会見を開き、計時方法に問題があることを認め申選手に謝罪したと明かした。同選手に特別メダルを授与することになったと発表した。